# Madalena Barbosa
Maria Madalena Freire Avelar Barbosa, mais conhecida como Madalena Barbosa nasceu em (Faro,1942 — Lisboa, 21 de fevereiro de 2008), foi uma das dirigentes e fundadoras, em Maio de 1974, do Movimento de Libertação das Mulheres, criado para "lutar pelo direito de igualdade sem discriminação de sexo". 

## Biografia

### Primeiros anos, casamento e formação
Maria Madalena Barbosa nasceu na cidade de Faro, no Algarve, no dia 13 de Março de 1942.  Fazia parte família Freire, originária da cidade de Silves.
Partiu com os pais para Angola, onde casou ainda durante a juventude, tendo tido lá as duas primeiras filhas. Em 1964 fixou-se em Lisboa com a família, cidade onde teve mais dois filhos e duas filhas.
Após o divórcio, licenciou-se em História pela Faculdade de Letras de Lisboa, e posteriormente tirou o mestrado em Comunicação, Cultura e Tecnologias da Informação no Instituto Superior de Ciências do Trabalho e da Empresa com a tese Invisibilidade e Tectos de Vidro: Representações do Género na Campanha Eleitoral Legislativa de 1995. 

### Activismo
Madalena Barbosa defendeu a igualdade de direitos das mulheres, pelo direito ao divórcio, e pela despenalização do aborto voluntário, entre outras causas.
Destacou-se principalmente por ter lutado pelos direitos das mulheres, tendo sido uma das fundadoras e dirigentes do Movimento de Libertação das Mulheres em 1974, que foi criado na sequência da fundação da Associação de Planeamento para a Família em 1968, e do Movimento Democrático de Mulheres no ano seguinte. 
Ela e outras figuras portuguesas criaram em 1978 o Movimento pela Contracepção e Aborto Livre, responsável pela Campanha Nacional pelo Aborto e Contracepção (CNAC) no ano seguinte e da qual Madalena é uma das porta-voz. 
Foi responsável pela criação dos primeiros centros de documentação feministas portugueses na década de 80, nomeadamente da Cooperativa Editorial de Mulheres e do IDM (Informação e Documentação sobre Mulheres), cujo espólio se encontra actualmente sob a alçada a UMAR. 
Na década de 80, fez parte da Comissão da Condição Feminina (actual Comissão para a Cidadania e a Igualdade de Género), que foi criada pelo governo português para eliminar a discriminação contra as mulheres em Portugal. 
Nas eleições autárquicas de 2007 candidatou-se à Câmara Municipal de Lisboa pelo agrupamento de esquerda Movimento Cidadãos por Lisboa. 
Em reconhecimento pelos seus esforços pela igualdade, foi nomeada como representante de Portugal em várias conferências da União Europeia sobre direitos humanos.
Também foi responsável pela preparação dos assuntos sobre a igualdade, durante a presidência portuguesa da União Europeia.

### Falecimento
Faleceu em 2008, vítima de doença repentina, tendo sido cremada no dia 22 de Fevereiro no Cemitério do Alto de São João em Lisboa. 
Pouco tempo antes da sua morte, expressou o seu desejo de ver publicada uma compilação dos vários textos que escreveu para a imprensa, obra que foi apresentada por Maria Isabel Barreno ao público no dia do seu funeral, com o título Que Força é Essa?.

## Reconhecimento
Aquando da sua morte, o parlamento português ficou um minuto em silêncio e emitiu um voto de pesar. 
Em 2009 a Câmara Municipal de Lisboa e a Comissão para a Cidadania e a Igualdade de Género (CIG) criaram em sua homenagem o Prémio Madalena Barbosa com forma de premiar projectos na área da igualdade de género. No primeiro ano foram com ele agraciados a AMI, UMAR – União de Mulheres Alternativa Resposta e Núcleo de Investigação “Faces de Eva” da Universidade Nova de Lisboa.  Em 2019 o Prémio Madalena Barbosa foi atribuído ao Festival Feminista de Lisboa.

## Obras seleccionadas
1998 - Invisibilidade e tectos de vidro: representações do género na campanha eleitoral legislativa de 1995 no jornal "Público", editado pela Comissão para a Igualdade e para os Direitos das Mulheres, ISBN 972-597-152-3 

2008 - Que Força é essa?, editora Sextante, Lisboa, ISBN 978-989-8093-57-8 